# De bysantinska hästarna

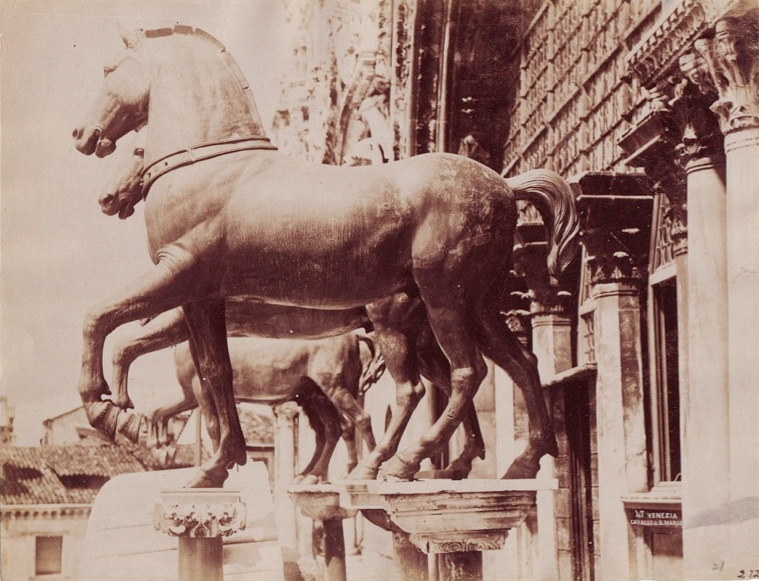
De fyra hästarna på Markuskyrkan i Venedig, 1870-talet.

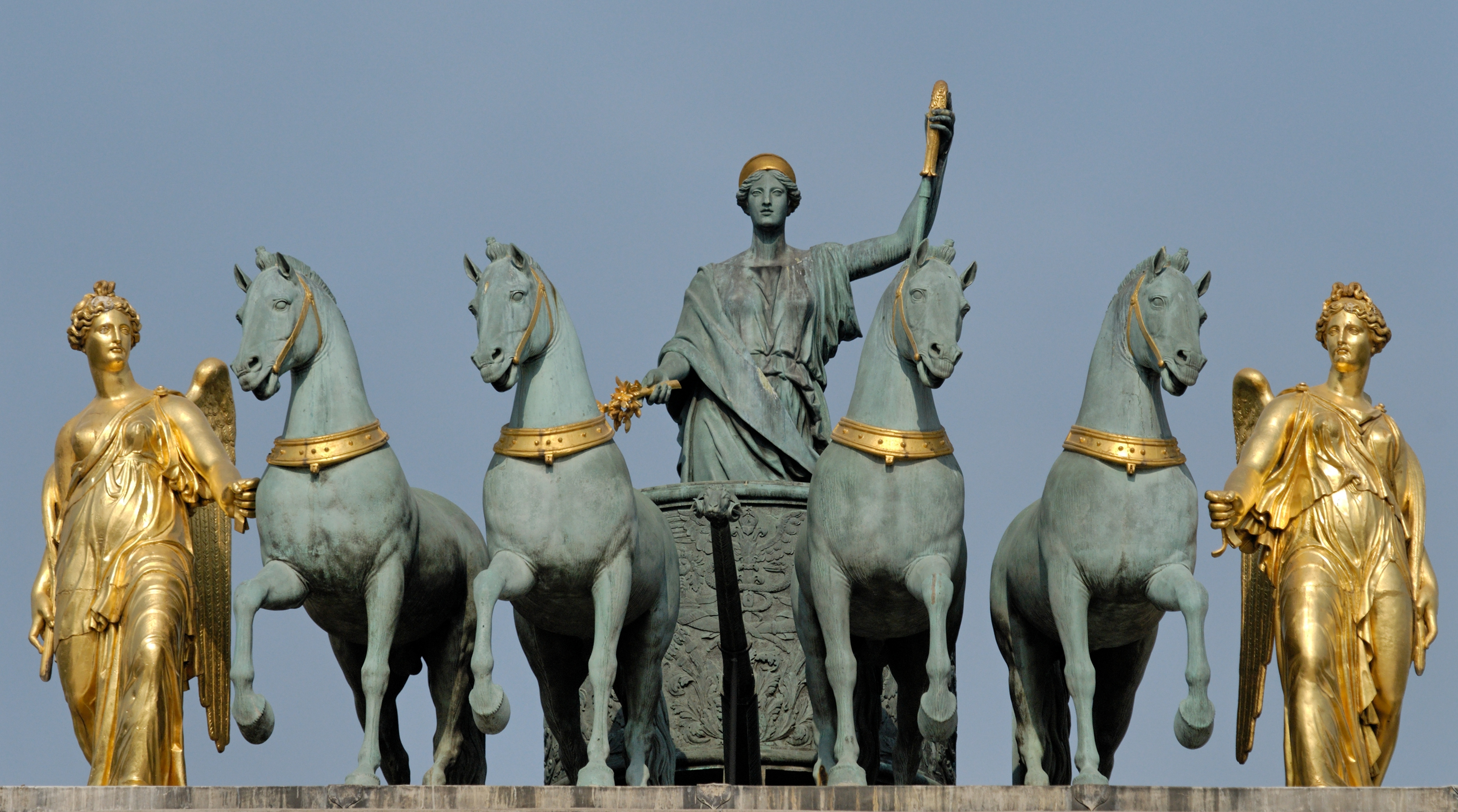
De bysantinska hästarna på L'arc de triomphe du Carrousel i Paris.

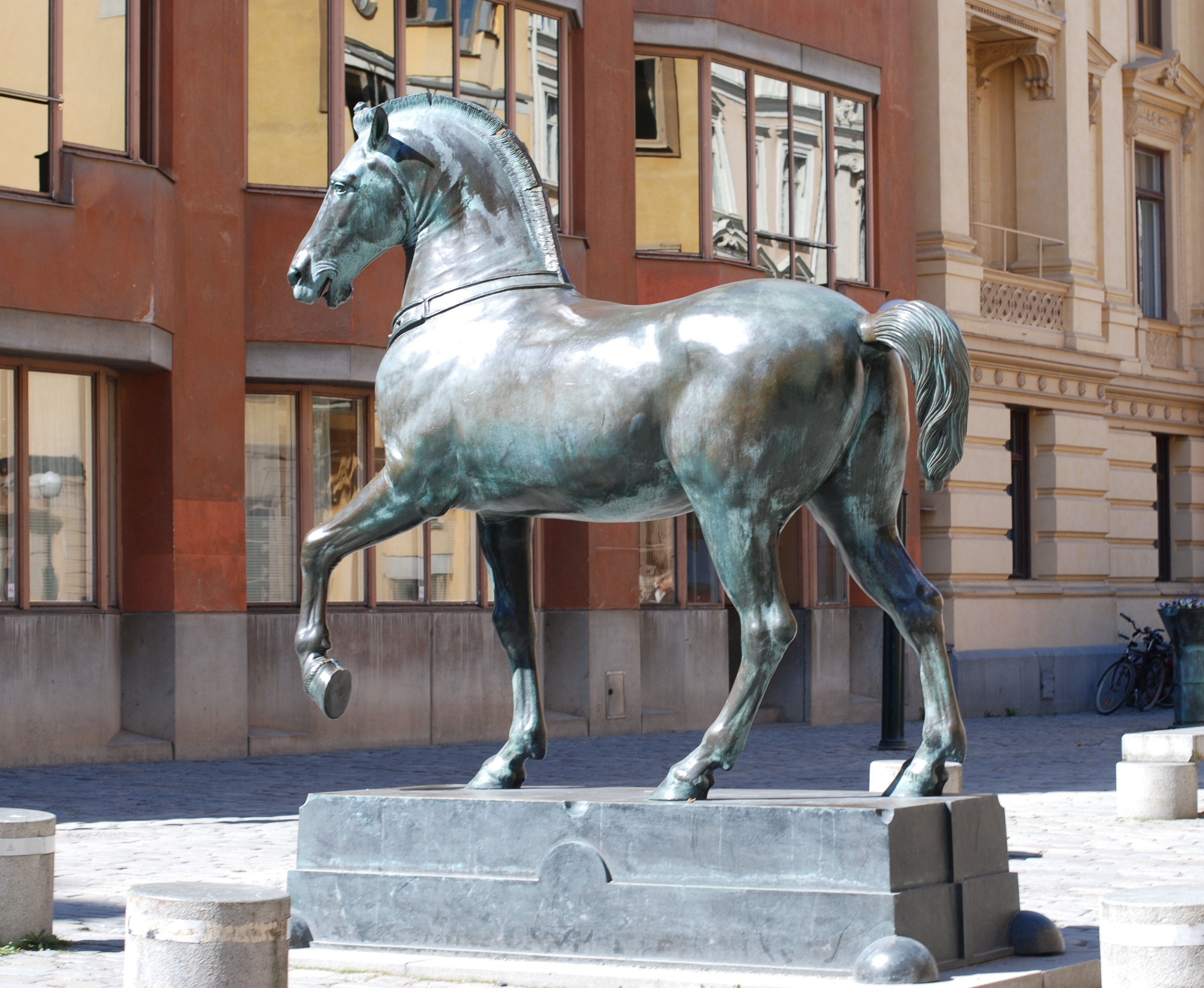
En av två bysantinska hästar i Stockholm (Blasieholmstorg) efter Sivert Lindbloms nygestaltning av torget 1989.

De bysantinska hästarna, Konstantinopelhästarna eller de venetianska hästarna, är skulpturer av fyra hästar, som har sitt ursprung i antikens Rom eller antikens Grekland.
I Markuskyrkan i Venedig står sedan mitten av 1200-talet, med undantag för korta perioder, fyra hästar på en balustrad ovanför kyrkans entré som fasadprydnader. Numera är det fyra kopior som står utomhus, medan originalen står inomhus i kyrkan. Hästarna skiljer sig åt i detaljer som kroppsställning och muskulatur samt uttryck för olika ålder och temperament.

## Skulpturernas historia
Skulpturerna dateras till någon gång mellan 300-talet före Kristus och 300-talet efter Kristus. De kom på 1200-talet som krigsbyte från Konstantinopel till Venedig, och anses möjligen ha kommit till den bysantinska huvudstaden under Konstantin den stores tid från någon triumfbåge i Rom. Alternativt kan de härstamma från Rhodos.
Det anses att venetianarna har tillgripit skulpturerna i hippodromen i Konstantinopel, sannolikt 1204 eller något senare i samband med det fjärde korståget. 

## De bysantinska hästarna i Frankrike
Napoleon I tog hästarna som krigsbyte 1797 och lät sätta upp dem 1807–08 på den triumfbåge vid Arc de Triomphe de Carrousel vid Louvren i Paris som byggdes till hans ära. Efter Napoleons fall bestämdes vid Wienkongressen att skulpturerna skulle lämnas tillbaka till Venedig. De har ersatts av avgjutningar på triumfbågen i Paris.

## De bysantinska hästarna i Sverige
År 1959 lät Svante Påhlson göra bronsavgjutningar på Herman Bergmans Konstgjuteri av två av hästarna av kopior som fanns på Glyptoteket i Köpenhamn för Rottneros Park. Kontakten med Glyptoteket förmedlades av Eric Grate. Bergmans konstgjuteri har även utfört en kopia för Stallbacken (59°16′19.84″N 15°12′58.21″Ö / 59.2721778°N 15.2161694°Ö) i Örebro.
Modellerna för dessa användes också för de två bysantinska hästar i brons, som sedan 1989 finns uppställda i centrala Stockholm på Blasieholmstorg. De är del av Sivert Lindbloms omgestaltning av denna öppna plats till ett torg, efter att platsen tidigare varit en trafikerad gata och med parkeringsplatser.